# Magyarcserged

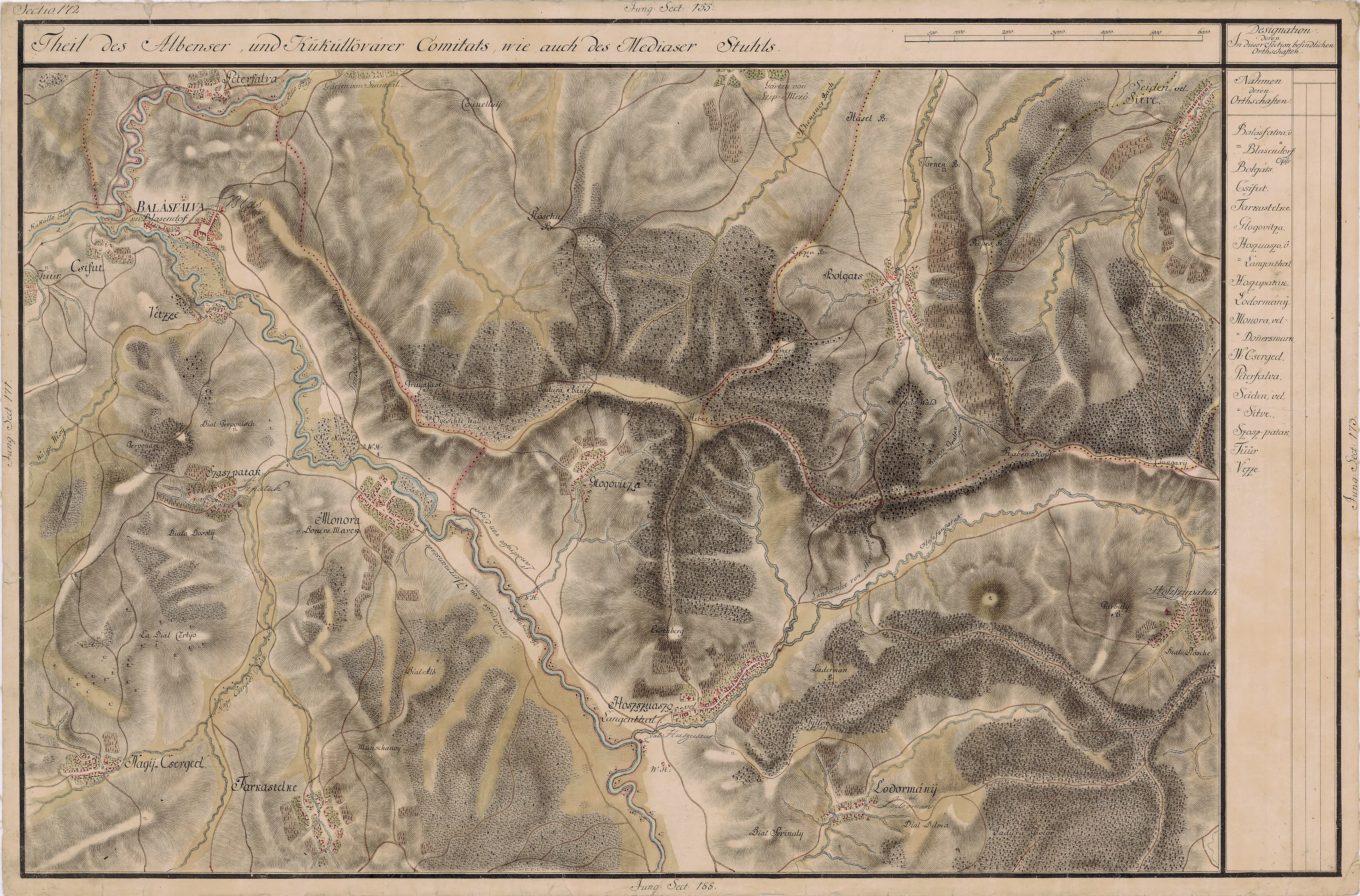
Magyarcserged környéke 1769–1773 között

Magyarcserged, 1911-ig Nagycserged (románul: Cergău Mare vagy Cergăul Mare, németül: Grossschergied) falu Romániában, Erdélyben, Fehér megyében, Cserged község központja.

## Földrajz
Balázsfalvától tíz kilométerre délre, a Székás-menti dombságon fekszik.

## Nevének eredete
Nevét patakjának egykori Csergőd nevéről vette (1320/1550, Chergeud), amely a 'csermely' jelentésű csörge szó származéka. Először 1302-ben említették Chergeud alakban. Neve 1332-ben Kuegeud, 1438-ban Cherged, 1675-ben Nagy Csergőd, 1750-ben Nagy Cserged. 1505-ből felbukkan Magyar Chergewd neve is. Utóbbi névalakot 1909-ben a község tiltakozása ellenére, részben a másik Nagycsergedtől való megkülönböztethetősége céljából élesztették fel.

## Népesség

### A népességszám változása
Népessége az 1850-es népszámlálás után lassan nőtt egészen 1956-ig, amikor 1483 fő lakta. Ez a szám 1966-ra 1190 főre esett vissza, azóta a csökkenés lelassult, sőt 2002-ben valamivel több lakost írtak benne össze, mint 1992-ben.

### Etnikai és vallási megoszlás
Egykori szász vagy magyar lakosságát 1600 után bolgárok váltották fel, akik a 19. század elejére nyelvileg elrománosodtak és többségük áttért a görögkatolikus vallásra. Míg 1850-ben 932 lakosából 857 volt román, 40 cigány és hat szász nemzetiségű, 885 görögkatolikus vallású és 47 evangélikus, 2002-ben 1052 lakosából 881 volt román és 170 cigány, 999 ortodox és 34 görögkatolikus vallású.

## Története
Fehér, később Alsó-Fehér vármegyéhez tartozott. 1302-től az erdélyi káptalan birtoka volt. Az 1332-es pápai tizedjegyzék szerint papja hat dénár tizedet fizetett. 1521-en a Mikefalvi (Középfalvi vagy Kápolnai), Mocsi (Miskefi), Madarasi Székely, Sztrigyi, Szengyeli és Kóródi családok birtokolták. A falu 1505-ös Magyar Chergewd neve magyarokra utal, viszont az, hogy a 16. században evangélikus hitre tértek, szász lakosságot valószerűsít. 1600-ban települtek le benne bolgárok, akik szintén felvették az evangélikus vallást. Szász lakói a következő században kihaltak vagy elköltöztek. Román lakói 1647-ben kaptak engedélyt, hogy templomot építsenek, de azzal a feltétellel, hogy a tizedet továbbra is az evangélikus lelkésznek fizetik. Evangélikus egyháza 1766-ban 46 férfit és 52 asszonyt számlált. Bolgár lakói elrománosodtak és többségük a 18. században áttért a görögkatolikus vallásra. Az evangélikus anyaegyház 1897-ben szűnt meg. Lakosai 1894-ben elkergették határából a tagosítást előkészíteni érkezett földmérőket. Legnagyobb birtokosa 1912-ben Petru Șogan volt, aki a huszadik legnagyobb összegű egyenes adót fizette Alsó-Fehér vármegyében.

## Látnivalók
- Az ortodox Angyali üdvözlet-templom 1804-ben épült.

## Híres emberek
- Itt született 1929-ben Nicolae Linca ökölvívó, a váltósúly bajnoka a melbourne-i olimpián.